# En stor och underbar Gud
En stor och underbar Gud är ett musikalbum med Ralf Antblad och Bert Christiansson utgiven på Hemmets Härolds förlag 1969. Skivan är inspelad i EMI och AV-Elektronikstudiorna 20–21 april 1969. På skivan medverkar Svante Widéns orkester.

## Låtlista

### Sidan 1
1. "Vi har en stor och underbar Gud" (T S, Bert Christiansson)
2. "Ledd av hans hand" (C A Gabriel, L Thanner – J W Peterson)
3. "Vi reser hem" (A B B, Bert Christiansson – A B Brumley)
4. "När Jesus möter dig" (J W, Bert Christiansson – Joy Webb)
5. "Fadershanden leder mig" (J W P, Bert Christiansson – J W Peterson)
6. "Förgät ej Golgata" (C H L, D Hallberg – C H Lowden)

### Sidan 2
1. "På andra strand" (W S, Bert Christiansson – Walter Scott)
2. "Jag sjunger om min store Gud/Till himlens land" (Oswald Smith, Bert Christiansson – Redd Harper / S S Zettergren)
3. "Liljan i dalen" (Ch M Fry – J R Murray)
4. "Källan framför andra" (J W P, D Hallberg – J W Peterson)
5. "En dag vi flyttar hem" (R C, Bert Christiansson – Ralph Carmichael)
6. "Må de mindre ljusen lysa" (Philip Paul Bliss)